# Малышев, Юрий Васильевич
Ю́рий Васи́льевич Ма́лышев (27 августа 1941, город Николаевск, Волгоградская область — 8 ноября 1999, Звёздный городок) — советский космонавт, дважды Герой Советского Союза, кавалер двух орденов Ленина, кавалер индийского ордена «Ашока Чакра».

## Биография
Малышев Юрий Васильевич — командир экипажей космических кораблей (КК): «Союз Т-2» и орбитального научно-исследовательского комплекса «Салют-6»-«Союз-36»-«Союз Т-2»; «Союз Т-11» и орбитального научно-исследовательского комплекса «Салют-7»-«Союз Т-10», лётчик-космонавт СССР, полковник.
Родился 27 августа 1941 года в посёлке городского типа Николаевский (ныне город Николаевск Волгоградской области) в семье рабочего. Русский. Член КПСС с 1964 года. Окончил среднюю школу № 24 в Таганроге. В Советской Армии с 1959 года. В 1963 году окончил Харьковское высшее военное авиационное училище лётчиков имени С. И. Грицевца. Проходил службу в лётных частях ВВС СССР.

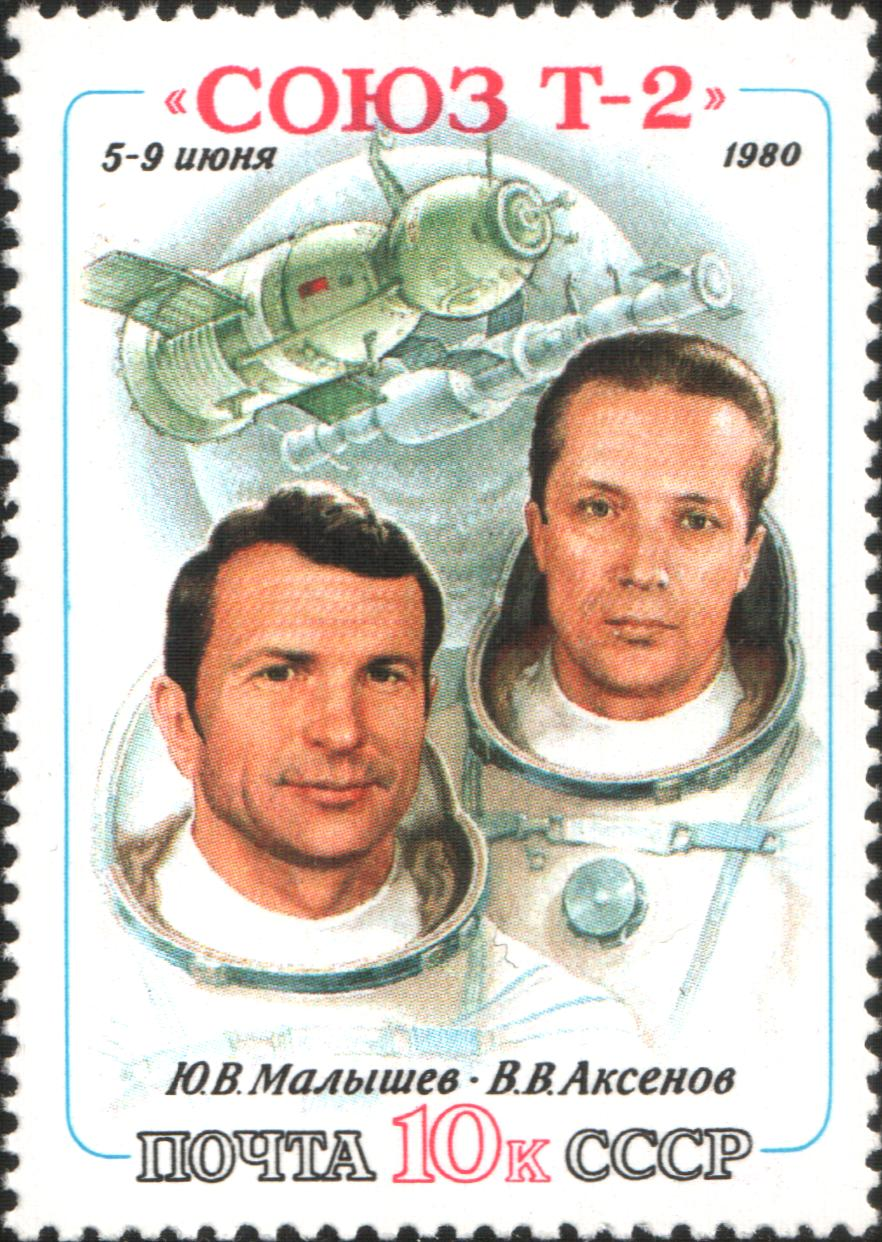
Почтовая марка СССР, 1980 год

С 1967 года — в Отряде советских космонавтов. Прошёл полный курс общекосмической подготовки и подготовки к космическим полётам на кораблях типа «Союз» и «Союз Т». В 1977 году окончил Военно-воздушную академию имени Ю. А. Гагарина.
Совершил два космических полёта в качестве командира экипажа.
Первый — с 5 по 9 июня 1980 года вместе с бортинженером Аксёновым Владимиром Викторовичем на КК «Союз Т-2» и орбитальном научно-исследовательском комплексе «Салют-6» — «Союз-36» — «Союз Т-2», испытывая и отрабатывая различные режимы управления и новые бортовые системы транспортного корабля в пилотируемом варианте. С целью формирования рабочей орбиты экипаж выполнил двухимпульсный манёвр. На первом этапе осуществлялось сближение КК «Союз Т-2» с орбитальным комплексом «Салют-6» в автоматическом режиме управления. Дальнейшее сближение и причаливание проводилось экипажем вручную. КК «Союз Т-2» был пристыкован к станции со стороны агрегатного отсека.
Указом Президиума Верховного Совета СССР от 16 июня 1980 года за мужество и героизм, проявленные в полёте, подполковнику Юрию Васильевичу Малышеву присвоено звание Героя Советского Союза с вручением ордена Ленина и медали «Золотая Звезда» (№ 11442).
Второй — с 3 по 11 апреля 1984 года: полковник Малышев Ю. В. возглавлял полёт международного экипажа на КК «Союз Т-11» (бортинженер — Стрекалов Геннадий Михайлович, космонавт-исследователь гражданин Республики Индии — Ракеш Шарма) и орбитальном научно-исследовательском комплексе «Салют-7»-«Союз Т-10». Полностью выполнив программу полёта, международный экипаж Ю. В. Малышева возвратился на Землю на КК «Союз Т-10».
Указом Президиума Верховного Совета СССР от 11 апреля 1984 года за успешное осуществление полёта и проявленные при этом мужество и героизм полковник Малышев Юрий Васильевич награждён орденом Ленина и второй медалью «Золотая Звезда» (№ 120).
Завершив полёты в космос, Ю. В. Малышев проходил службу в должности заместителя командира отряда космонавтов по политической части (до 1991 года). Он являлся космонавтом-испытателем Центра подготовки космонавтов имени Ю. А. Гагарина, президентом Общества советско-непальской дружбы.
Скончался 8 ноября 1999 года. Похоронен на кладбище села Леониха Щёлковского района Московской области.

## Воинские звания
- Лейтенант (19.10.1963).
- Старший лейтенант (25.12.1965).
- Капитан (5.02.1968).
- Майор (10.12.1970).
- Подполковник (23.07.1973).
- Полковник (17.06.1980).

## Награды
- Дважды Герой Советского Союза (16.08.1980, 11.04.1984).
- Два ордена Ленина (16.08.1980, 11.04.1984).
- Юбилейные медали СССР.
- Орден «Ашока Чакра» (Индия).